# Górniczy Klub Sportowy Tychy
Il Górniczy Klub Sportowy Tychy, meglio noto come GKS Tychy, è una società calcistica polacca con sede nella città di Tychy. Fa parte di una polisportiva che comprende la squadra di hockey su ghiaccio Górnośląski Klub Sportowy Tychy ed una squadra di pallacanestro.
Milita nella I liga, la seconda divisione del campionato polacco.
Fondata il 20 aprile 1971, la squadra prese parte alla massima serie nazionale tra il 1974 e il 1977. Il GKS Tychy raggiunse il suo apice nella stagione 1975-1976, quando chiuse al secondo posto in classifica, alle spalle dello Stal Mielec. Di conseguenza si qualificò per la Coppa UEFA 1976-1977, dove venne eliminato dal Colonia.

## Denominazioni
- Dal 20 aprile 1971 al 1996 – Górniczy Klub Sportowy Tychy
- 1996 – Sokół Tychy
- 1997 – Górniczy Klub Sportowy Tychy
- 1998 – TKS Tychy
- 2000 – Górnośląski Klub Sportowy Tychy '71
- 2008 – Górniczy Klub Sportowy Tychy

## Palmarès

### Altri piazzamenti
- Campionato polacco:

Secondo posto: 1975-1976
- II liga:

Terzo posto: 2015-2016